# Saprosites peregrinus
Saprosites peregrinus är en skalbaggsart som beskrevs av Ludwig Redtenbacher 1858. Saprosites peregrinus ingår i släktet Saprosites och familjen Aphodiidae. Inga underarter finns listade i Catalogue of Life.